# Zethus neffi
Zethus neffi är en stekelart som beskrevs av Stange 1978. Zethus neffi ingår i släktet Zethus och familjen Eumenidae. Inga underarter finns listade i Catalogue of Life.